# Sergio Nápoles
Sergio Javier Nápoles Saucedo (Cancún, Quintana Roo, México; 23 de noviembre de 1989) es un exfutbolista mexicano. Jugaba en las posiciones de extremo, lateral y volante izquierdo

## Trayectoria

### Club de Fútbol Atlante
Surge de las Fuerzas Básicas del Atlante FC, en 2010 es mandado al equipo filial atlante UTN en el extinto ascenso, debutando en contra del club león en julio del 2010 de la mano de Manuel Negrete, ese mismo 2010 regresa al primer equipo, es ahí cuando descubierto por Miguel Herrera, debutó en el Clausura 2011, al enviarlo al campo en el segundo tiempo contra el América en el Estadio Azteca.

### Cruz Azul
A partir del Apertura 2013 pasó a formar parte del conjunto de la Máquina de Cruz Azul.

### Club Deportivo Guadalajara
El 4 de junio de 2014 fue transferido por compra definitiva al Club Deportivo Guadalajara.

### Deportivo Toluca
Es cedido en calidad de préstamo durante un año al Deportivo Toluca.

### Venados Fútbol Club
Fue anunciado como refuerzo de los Venados Fútbol Club de la ahora Liga de Expansión luego de haber tenido participación nula con los diablos rojos del Toluca

### Coras de Tepic
Llegó como refuerzo para el Apertura 2016 a Coras de Tepic en calidad de préstamo.

Alebrijes de Oaxaca
Llega como refuerzo para el Clausura 2018 a Alebrijes de Oaxaca en calidad ya de agente libre, después de algunas buenas actuaciones con coras de tepic, a reforzar la plantilla que disputaría la final de ascenso a mitad de año, final que fue ganada por cafetaleros de Tapachula.
Venados Futbol Club
Regresa en su segunda etapa como jugador de Venados Fútbol Club Yucatán para el Apertura 2019 después de su paso por casi dos años con Alebrijes De Oaxaca, entre muy buenos y malos momentos logra ser fichado para reforzar la plantilla astada.
Deportivo Atletico Veracruz
Tras un año cerrandolo de mejor manera el segundo semestre que el primero con los astados, pero con las pocas oportunidades y cambios en la Liga de Expansión es fichado por Atlético Veracruz para el Apertura 2020 como refuerzo para la primera temporada de la Liga de Balompié Mexicano 2020-21.
Club Deportivo Walter Ferretti
Llega como refuerzo para el CLAUSURA 2021 siendo esta su primera experiencia internacional tras su paso por el futbol mexicano 

### Clubes
| Club                          | País      | Año               |
| ----------------------------- | --------- | ----------------- |
| Club de Fútbol Atlante        | México    | 2011 - 2013       |
| Cruz Azul                     | México    | 2013 - 2014       |
| Club Deportivo Guadalajara    | México    | 2014              |
| Deportivo Toluca              | México    | 2015              |
| Venados Fútbol Club           | México    | 2016              |
| Deportivo Tepic               | México    | 2016 - 2017       |
| Alebrijes de Oaxaca           | México    | 2018 - 2019       |
| Venados Fútbol Club           | México    | 2019 - 2020       |
| Club Deportivo Walter Ferreti | Nicaragua | 2021 - Actualidad |

## Palmarés
| Título                           | Club      | País   | Año  |
| -------------------------------- | --------- | ------ | ---- |
| Liga de Campeones de la Concacaf | Cruz Azul | México | 2014 |